# Cacia fasciolata
Cacia fasciolata är en skalbaggsart som först beskrevs av Jean Baptiste Boisduval 1835.  Cacia fasciolata ingår i släktet Cacia och familjen långhorningar. Inga underarter finns listade.